# 英一蜂
英 一蜂（はなぶさ いっぽう、元禄4年（1691年） - 宝暦10年4月28日（1760年6月11日））は江戸時代の英派の絵師。

## 来歴
英一蝶の門人。英を画姓とし、一峰、一蜂、一烽、一嶂、春窓翁と号す。江戸北鞘町に住んでいたといわれる。
享保頃から作画を始めており、師の絵を写した画譜を刊行している。小川破笠と共に絵を描いた享保15年（1730年）刊行の『父の恩』、宝暦2年（1752年）刊行の『画本図編』、宝暦8年（1758年）刊行の『両兎林』などが挙げられる。
なお、『父の恩』は初代市川団十郎27回忌追善句集で、2代団十郎が編集を担当した一部彩色摺の絵本であった。
墓所は深川の法禅寺中南龍院。一説に築地本願寺中真光寺。弟子に、二代目一蜂を名乗り「四季加嶋風俗図屏風」（富士山かぐや姫ミュージアム蔵）などの作品を残した英一蜓がいる。

## 作品
| 作品名         | 技法         | 形状・員数 | 寸法（縦x横cm）   | 所有者                 | 年代               | 落款・印章                            | 備考 |
| -------------- | ------------ | ---------- | ----------------- | ---------------------- | ------------------ | ------------------------------------- | ---- |
| 士農工商図屏風 | 紙本著色     | 六曲一双   | 154.0x358.6（各） | 板橋区立美術館         |                    |                                       |      |
| 十二ケ月絵巻   |              | 1巻        | 29.7x556.8        | 江戸東京博物館         |                    |                                       |      |
| 雨宿図         | 絹本著色     | 1幅        | 93.7x29.8         | 東京芸術大学大学美術館 |                    | 款記「英一蜂図」/「英一蜂印」朱文方印 |      |
| 鬼と鍾馗図     | 絹本著色     | 1幅        | 98.4x38.2         | ボストン美術館         |                    | 款記「英一蜂畫」                      |      |
| Hunting Scene  | 紙本金地著色 | 六曲一双   | 156.0x371.0（各） | シカゴ美術館           |                    |                                       |      |
| 山水図         | 絹本墨画淡彩 | 1幅        | 90.4x35.1         | 大英博物館             | 1760年（宝暦10年） | 款記「行年七十歳 英一蜂筆」           |      |